# Margaret Foote Hawley
Margaret Spencer Foote Hawley (Guilford, 1880 - Nueva York, 1963) fue una pintora estadounidense de retratos en miniatura.

## Trayectoria
Hawley y su hermana, Mary Foote, que más tarde también se convertiría en pintora, nacieron en Guilford, Connecticut, las hijas de Charles Spencer Foote (1837-1880) y Hannah Hubbard Foote (1840-1885). Huérfana a los cinco años, fue adoptada por su tía, Harriet Foote Hawley, y su tío, Joseph Roswell Hawley. Joseph era miembro del Senado de los Estados Unidos, y Margaret se fue a vivir con la pareja en Washington D. C.. Allí asistió a escuelas públicas y a la Escuela de Arte Corcoran, donde recibió una medalla de oro por el dibujo de su vida. También tomó lecciones privadas con Howard Helmick, y recibió instrucción de William Merritt Chase. Después de graduarse, enseñó en un internado de niñas, y ahorró suficiente dinero para ir a París y pasar dos veranos en la Académie Colarossi. Recibió capacitación en la creación de retratos a gran escala, pero pronto descubrió que prefería el desafío de trabajar en miniatura.
Casi inmediatamente después del comienzo de su carrera, Hawley comenzó a recibir premios. A lo largo de su carrera, estos incluyeron una medalla de honor de la Sociedad de Pintores en Miniatura de Pensilvania (1918); el Premio Lea de la Pennsylvania Academy of the Fine Arts (1920); el Premio Smith Memorial del Baltimore Watercolour Club (1925); una medalla de bronce en la Exposición Internacional del Sesquicentenario de Filadelfia (1926); una medalla de honor de la Sociedad de Pintores en Miniatura de Brooklyn (1931); y una medalla a la mejor miniatura de la Asociación Nacional de Pintoras y Escultoras (1931). Fue elegida presidenta de la Sociedad Estadounidense de Pintores en Miniatura en 1923 y era una figura habitual de sus exposiciones anuales. Mostró trabajo en Londres desde 1926 hasta 1929, y fue elegida en 1927 para la Royal Society of Miniature Painter, Sculptors and Gravers. De 1920 a 1963 fue miembro del Cosmopolitan Club.
Se conocen unas cuatrocientas miniaturas de Hawley. Muchos están en colecciones privadas; entre los museos que albergan sus pinturas están el Museo Metropolitano de Arte (el aracnólogo Alexander Petrunkevitch), el Museo Smithsoniano de Arte Americano, el Museo Brooklyn, el Wadsworth Atheneum y el Stowe Day Foundation en Hartford. Su retrato de 1927 de Natalie Shipman se incluyó en la exposición inaugural del Museo Nacional de Mujeres Artistas, American Women Artists 1830-1930, en 1987.
Hawley murió en el Midtown Hospital de la ciudad de Nueva York, ciudad en la que mantuvo un estudio durante muchos años; tenía otro estudio en Boston. Le sobrevivieron su hermana y dos hermanastras. Está enterrada en el cementerio Foote-Ward en Guilford, Connecticut.